# Open Your Eyes
«Abre Los Ojos» —título original en inglés: «Open Your Eyes»— es el séptimo episodio de la décima temporada de la serie de televisión de horror, posapocalíptica The Walking Dead. Se transmitió en AMC en Estados Unidos el 17 de noviembre de 2019 y en España e Hispanoamérica al día siguiente fue emitido por la cadena televisiva FOX. El episodio fue escrito por Corey Reed y dirigido por Michael Cudlitz. El episodio presenta la muerte de Siddiq interpretado por Avi Nash desde la octava temporada.

## Trama
Siddiq lucha con visiones continuas de ser cautivo por Alpha ya que este testificó ver matando a su gente y una voz que le decía en susurro que abra los ojos, pero no sabe si estos son sueños o visiones pasadas debido a la fatiga de lidiando con las infecciones en Alexandría. Él trata de mantenerse para evitar esto.
Carol asegura al Susurrador en la prisión y Gabriel, temiendo que Alpha tome represalias, insisten en que el prisionero reciba tratamiento médico. Lydia, desde la distancia, lo identifica como uno de los lugartenientes de Alpha que ha sido entrenado para evitar interrogatorios severos y en cambio le sugiere a Carol que le muestre el valor de la vida dentro de Alexandría para convertirlo, ya que sería una idea que se extendería a los otros susurradores. Carol le ofrece al hombre bocadillos, pero él se los escupe en la cara. Carol y Daryl vuelven a un interrogatorio más duro, pero Carol hace una pausa después de escucharlo alabar a Alpha por sacrificar a Lydia. Carol se da cuenta de que los Susurradores, fuera de Alpha, no conocen la seguridad de Lydia y consideran usar al prisionero como peón. Mientras tanto, Aaron continúa reuniéndose con Gamma en el límite de la frontera, esperando vincularse con ella y descubriendo que Gamma desconfía de los niños. Gamma regresa con Alpha, diciéndole que no logró que Aaron hable y guiando a Alpha a golpearla con un cable.
Carol va a buscar a Lydia para ver al prisionero, pero el hombre es encontrado muerto. Dante descubre que el botiquín médico utilizado para tratar las heridas del prisionero se llenó accidentalmente con cicuta, de la que Siddiq fue responsable. Siddiq está sorprendido por esto, sabiendo que su fatiga lo causó. Después de ver a Dante enterrar a Cheryl, una de las mujeres mayores con las que se había acercado, Siddiq intenta suicidarse ahogándose, pero Rosita lo rescata. Ella le dice que no se enoje consigo mismo y todos están aquí para ayudar. Mientras hablan, Siddiq se da cuenta de algo y se apresura a probar el suministro de agua, descubriendo que está contaminado y provoca la propagación de la infección, que se culpa a sí mismo por no haber visto.
A pesar de la fuerte oposición de Daryl, Carol lleva a Lydia a ver a Alpha y se encuentra con una de las reuniones de Aaron y Gamma, donde Gamma ha llevado a Aaron a punta de cuchillo para exigir más información. Carol y Lydia se precipitan hacia adelante y al ver a Lydia, Gamma entra en pánico y huye, así como a Lydia. Carol y Aaron se ven obligados a retroceder cuando se acercan los caminantes. Gamma comienza a llorar, dándose cuenta de que todo lo que había hecho por Alpha podría haber sido en vano.
En Alexandria, después de descontaminar el suministro de agua, Dante intenta animar a un Siddiq deprimido porque lo que sucedió no fue su culpa. Dante luego hace un extraño tic verbal, lo que hace que Siddiq tenga otro sueño lúcido, una vez que experimenta más a fondo que muestra a Dante, era un espía susurrador, responsable de ayudar a Alpha y los Susurradores a colarse en el Reino y capturar a sus víctimas para decapitar. Dante ve que Siddiq se da cuenta de esto y lo mata de inmediato, estrangulándolo y disculpándose porque tenía que terminar de esta manera.

## Producción

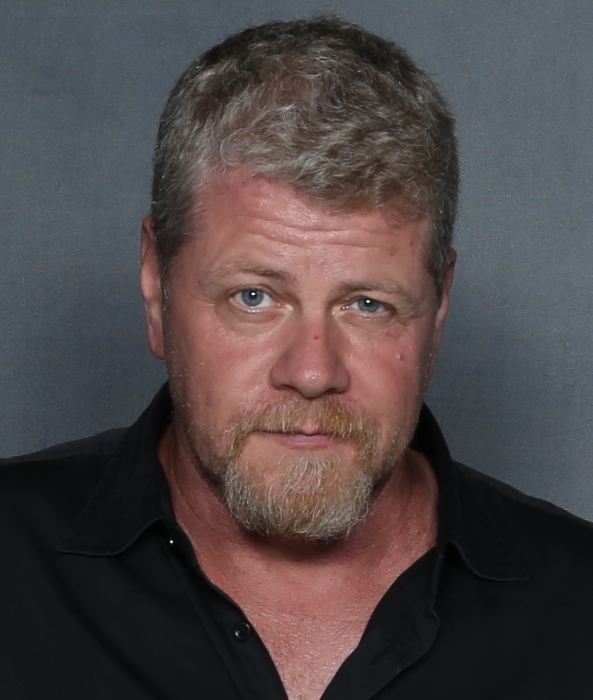
Cudlitz, quien interpretó a Abraham Ford, dirigió su tercer episodio de la serie.

Este episodio marca la muerte de Siddiq interpretado por Avi Nash. El episodio fue dirigido por Michael Cudlitz, quien interpretó a Abraham Ford en la serie. Este es el tercer episodio que Cudlitz dirigió para The Walking Dead.

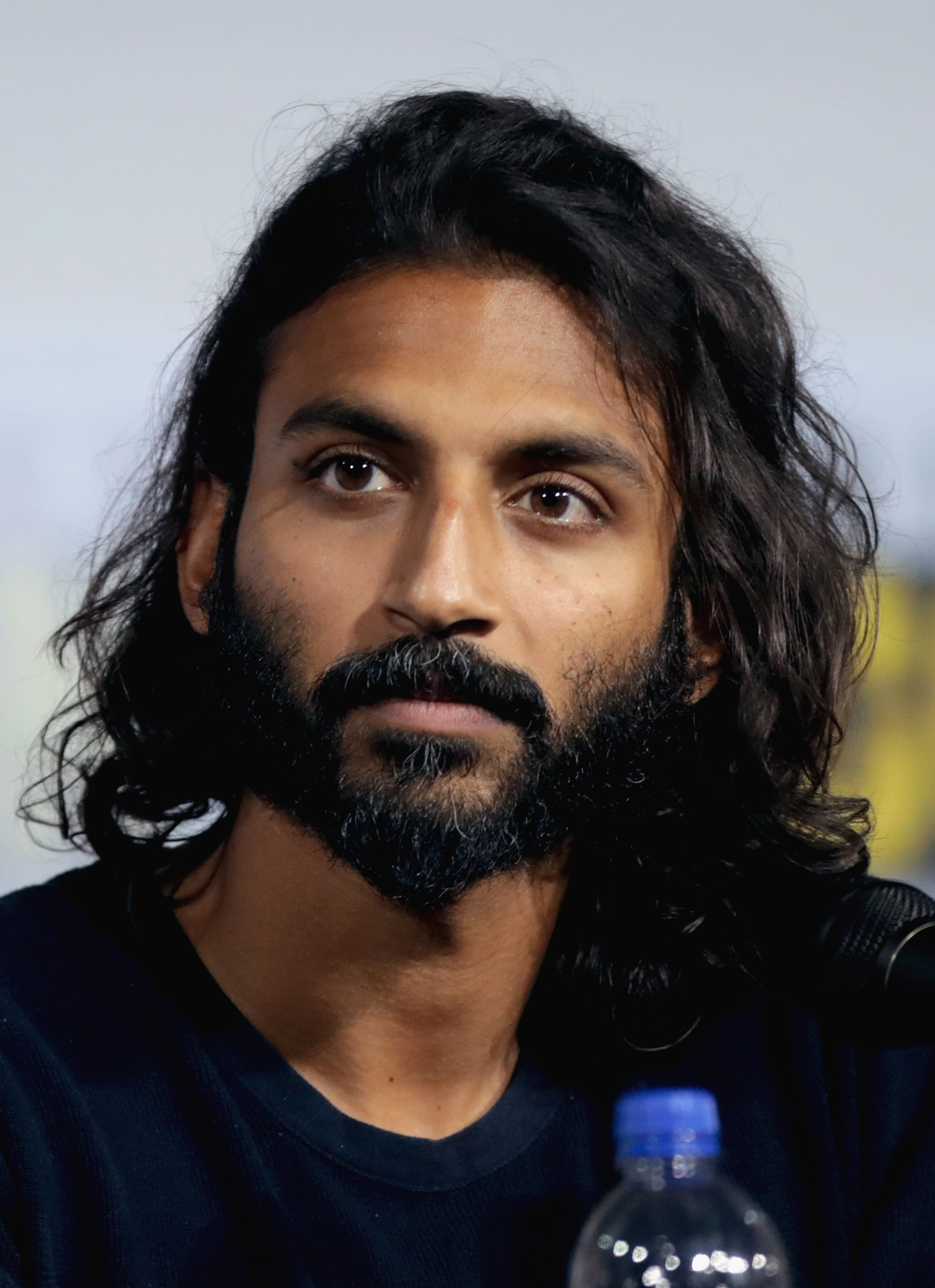
El episodio marca la muerte de Siddiq interpretado por Avi Nash.

## Recepción

### Recepción crítica
"Open Your Eyes" recibió elogios de la crítica, con elogios particulares dirigidos al final del giro y la actuación de Avi Nash. En Rotten Tomatoes, el episodio tiene una calificación de aprobación del 93% con un puntaje promedio de 8.09 de 10, basado en 15 revisiones. El consenso crítico del sitio dice: "'Open Your Eyes' cumple el potencial de las bases establecidas a principios de esta temporada con una muerte sorprendente del personaje y algunos giros ingeniosos".

### Calificaciones
"Open Your Eyes" recibió una audiencia total de 3.31 millones y fue el programa de cable mejor calificado de la noche.